# Plectosphaera quadraspora
Plectosphaera quadraspora är en svampart som först beskrevs av F. Stevens & Solheim, och fick sitt nu gällande namn av Arx & E. Müll. 1954. Plectosphaera quadraspora ingår i släktet Plectosphaera och familjen Phyllachoraceae.   Inga underarter finns listade i Catalogue of Life.